# Nosogeografía
La Nosogeografía es la rama de la Geografía médica que se ocupa del estudio de la distribución de las enfermedades humanas y animales en zonas geográficas diferentes y de los factores geográficos que intervienen en su propagación.